# Park Cinquantenaire
Park Cinquantenaire (francosko Parc du Cinquantenaire ali Park petdesetletnice, nizozemsko Jubelpark ali Jubilejni park) je velik javni mestni park na 30 hektarjih v na vzhodnem delu evropske četrti v Bruslju v Belgiji.
Večino zgradb U-kompleksa, ki prevladujejo v parku, je naročila belgijska vlada pod pokroviteljstvom kralja Leopolda II. za razstavo leta 1880 ob 50. obletnici belgijske neodvisnosti. Med zaporednimi razstavami na tem območju je bilo dodanih več struktur. Zgornji triumfalni lok je bil postavljen leta 1905, ki ga je Gédéon Bordiau zamenjal s prejšnjo začasno različico arkad. Strukture so bile zgrajene iz železa, stekla in kamna, kar je simboliziralo gospodarsko in industrijsko uspešnost Belgije. Okoli 30 hektarjev velik park je bil poln slikovitih vrtov, ribnikov in slapov. V začetku stoletja je gostil več sejmov, razstav in festivalov. Leta 1930 se je vlada odločila, da ga razglasi kot park za prosti čas. 
Kraljevi vojaški muzej je edini najemnik severne polovice kompleksa od leta 1880. Južno polovico zasedata muzej umetnosti in zgodovine in avtomobilski muzej. Paviljon človeških strasti, ostanek iz leta 1886, in velika bruseljska mošeja iz leta 1978 sta v severozahodnem kotu parka (glej zemljevid spodaj).
Proga 1 bruseljske podzemne železnice in predor Belliard iz Wetstraata sta pod parkom, predor je deloma na odprtem  pred slavolokom.

## Zgodovina
Prvotno je bilo to območje del vojaškega vadbenega območja zunaj središča mesta, tako imenovane ravnice Linthout. Za svetovno razstavo leta 1880 je bila ravnica spremenjena v razstavni center. Izvirni paviljoni z razstave 1880, ki jih je zasnoval Gédéon Bordiau, so v glavnem zamenjale triumfalna arkada, ki jo je leta 1904 oblikoval Charles Girault, in velike dvorane na obeh straneh. Le Bourdiaujeve steklene dvorane so ostale od struktur iz leta 1880.
Slavolok je bil načrtovan za svetovno razstavo leta 1880 in namenjen proslavi ob 50. obletnici neodvisnosti Belgije. Leta 1880 so bili dokončani le temelji stebrov, lok je bil med razstavo izdelan iz lesenih plošč. V naslednjih letih je bilo dokončanje spomenika tema nepretrganega boja med kraljem Leopoldom II. in belgijsko vlado, ki ni želela porabiti denarja, potrebnega za njegovo dokončanje.
Park je bil tudi kraj Bruseljske mednarodne razstave (1897), za katero so bila razširjena krila, čeprav lok še ni bil popoln.
Prvi arhitekt je bil Belgijec Gideon Bordiau, ki je s projektom živel skoraj 20 let, umrl je leta 1904. Njegov naslednik, ki ga je izbral Leopold, je bil francoski arhitekt Charles Girault. Girault je spremenil model iz enega loka v tridelni lok in začel graditi krožne konstrukcije, da bi slavolok dokončal. Kiparji so bili:
- kvadriga Brabant dviga narodno zastavo, Jules Lagae in Thomas Vincotte
- kipa Hainauta in Limburja, Albert Desenfans
- kipa Antwerpna in Lièga, Charles van der Stappen
- kipa Vzhodne Flandrije in Zahodne Flandrije, Jef Lambeaux
- kipa Namurja in Luksemburga, Guillaume de Groot

Spomenik je bil dopolnjen z zasebnim financiranjem leta 1905 ob 75. obletnici belgijske neodvisnosti.

## Zdajšnji najemniki in uporaba
Danes so v parku tri muzeji in ena mošeja. Okoliška parkovna promenada se poleti uporablja za vojaške parade in kino na prostem …  Tu je tudi izhodišče za letni tek 20 km Bruslja s 30 000 udeleženci. 

### Vojaški muzej
Na razstavi leta 1910 je bil javnosti predstavljen oddelek vojaške zgodovine in dosegel velik uspeh. Zaradi navdušenja prebivalstva so oblasti ustanovile Vojaški muzej. To je bilo v obdobju skrajne napetosti, ki je pripeljala do velike vojne. Muzej je bil prvotno v cistercijanskem samostanu v Ixellesu (Abdij Ter Kameren/Abbaye de la Cambre), leta 1923 pa so ga preselili v park Cinquantenaire.
V muzejski zbirki je bilo približno 900 kosov, ki jih je zbral častnik Louis Leconte po veliki vojni. Obogatile so ga zapuščine, darila in izmenjave. Leta 1918 je zbral veliko opreme, ki so jo opustili Nemci. Danes so v muzeju razstavljene uniforme, orožje, vozila in vojaška oprema vseh starosti in vseh držav.
Severno krilo, ki ga je zgradil Gideon Bordiau, od leta 1972 zaseda letalska dvorana, ko sta bila odprta letalski in  vesoljski oddelek. V zbirki so različni tipi letal, nekatera so iz začetka 20. stoletja. Zbirka kot celota je ena največjih na svetu.

### Umetnost in zgodovina muzeja
Muzej umetnosti in zgodovine zaseda večino južnega dela kompleksa. Je del kraljevih muzejev umetnosti in zgodovine. To je belgijski zvezni inštitut belgijskega zveznega urada za znanstveno politiko. Muzej je sestavljen iz več delov, ki vključujejo artefakte od prazgodovine do merovinškega obdobja (do leta 751) ter iz antike Bližnjega vzhoda, Egipta, Grčije in Rima.
Na ogled so tudi predmeti neevropskih civilizacij, kot so Kitajska, Japonska, Koreja, predkolumbovska Amerika in islamski svet.
Zbirka evropskih dekorativnih umetnosti vključuje predmete iz srednjega veka do 20. stoletja. Sem spadajo skulpture, pohištvo, tapiserije, tekstil, kostumi, stara vozila itd.

### Avtomobilski muzej
Muzej zaseda južno dvorano kompleksa. Ima veliko in raznovrstno zbirko 350 starodobnikov, evropskih in ameriških avtomobilov od konca 19. stoletja do sedemdesetih let dvajsetega stoletja. Med njimi so minerve, bentley, 1928,  bugatti in cord, 1930, ter več limuzin, ki so pripadale belgijski kraljevi družini.

### Mošeja
Velika bruseljska mošeja je v severozahodnem kotu parka. To je najstarejša mošeja v Bruslju in je sedež Islamskega in kulturnega centra Belgije s šolo in islamskim raziskovalnim centrom, ki prireja tečaje arabščine za odrasle in otroke, pa tudi omogoči vstop v islam.
Izvirno stavbo je leta 1880 zgradil arhitekt Ernest Van Humbeek v arabskem slogu, ki je oblikoval vzhodni paviljon razstave. Za razstavo je imel paviljon veličastno fresko Panorama Kaira, kar je bil velik uspeh. Premajhna sredstva za vzdrževanje v obdobju svetovnih vojn so povzročila postopno poslabšanje stanja stavbe.
Leta 1967 bil je kralj Fajsal ibn Abd al-Aziz iz Saudove Arabije na obisku pri kralju Baudouinu v Bruslju. Belgijski kralj je takrat sklenil, da bo stavbo spremenil v kraj čaščenja. Mošeja, ki jo je oblikoval arabski arhitekt Tunizij Boubaker, je bila odprta leta 1978. Navzoča sta bila Kalid ibn Abd al-Aziz in Baudouin.

## V popularni kulturi
- Lokacija je bila uporabljena za film režiserke Lucile Hadžihalilović Nedolžnost (Innocence), 2004.
- Predstavljen je bil v videoigrici SimCity (2013).

## Načrti
Septembra 2007 je evropski komisar za upravne zadeve Siim Kallas skupaj z ministrskim predsednikom regije mesto Bruselj Charlesom Picquéjem predstavil načrte za obnovo evropskega okrožja . Evropeizirali bi dele kompleksa parka in postavili pomemben družbenokulturni v Severni dvorani, ki bi omogočil, da bi se po izselitvi muzeja letalstva organizirali "veliki kongresi in morda evropski vrh, dogodki in razstave". Po načrtih naj bi postal eden od treh evropskih trgov za pešce, prireditve in svečanosti. 
Širši razvoj okoli kompleksa vključuje novo postajo podzemne železnice Jubelpark/Cinquantenaire in podzemno parkirišče.